# Decaspermum forbesii
Decaspermum forbesii är en myrtenväxtart som beskrevs av Baker f.. Decaspermum forbesii ingår i släktet Decaspermum och familjen myrtenväxter.
Artens utbredningsområde är Papua Nya Guinea. Inga underarter finns listade i Catalogue of Life.